# Рытчатыгын
Рытчатыгын — река на севере Дальнего Востока России, протекает по территории Чаунского района Чукотского автономного округа. Длина реки — 24 км.
Название в переводе с чук. Рытчытэгын — «конец сделанного».
Протекает в узкой межгорной впадине Медвежьих гор в северо-восточном направлении до впадения в Раучуа слева.
Имеет несколько притоков без названия.

## Данные водного реестра
По данным государственного водного реестра России относится к Анадыро-Колымскому бассейновому округу.